# Ferdinand II. Portugalský
Ferdinand II. Portugalský (29. říjen 1816 Vídeň – 15. prosinec 1885 Lisabon) byl rodem princ ze sasko-kobursko-gothajské dynastie a v letech 1837–1853 portugalský král (spoluvládce) jako manžel královny Marie II. Pocházel z dynastie Wettinů a byl zakladatelem portugalské královské dynastie Braganza-Wettin.

## Biografie

### Původ

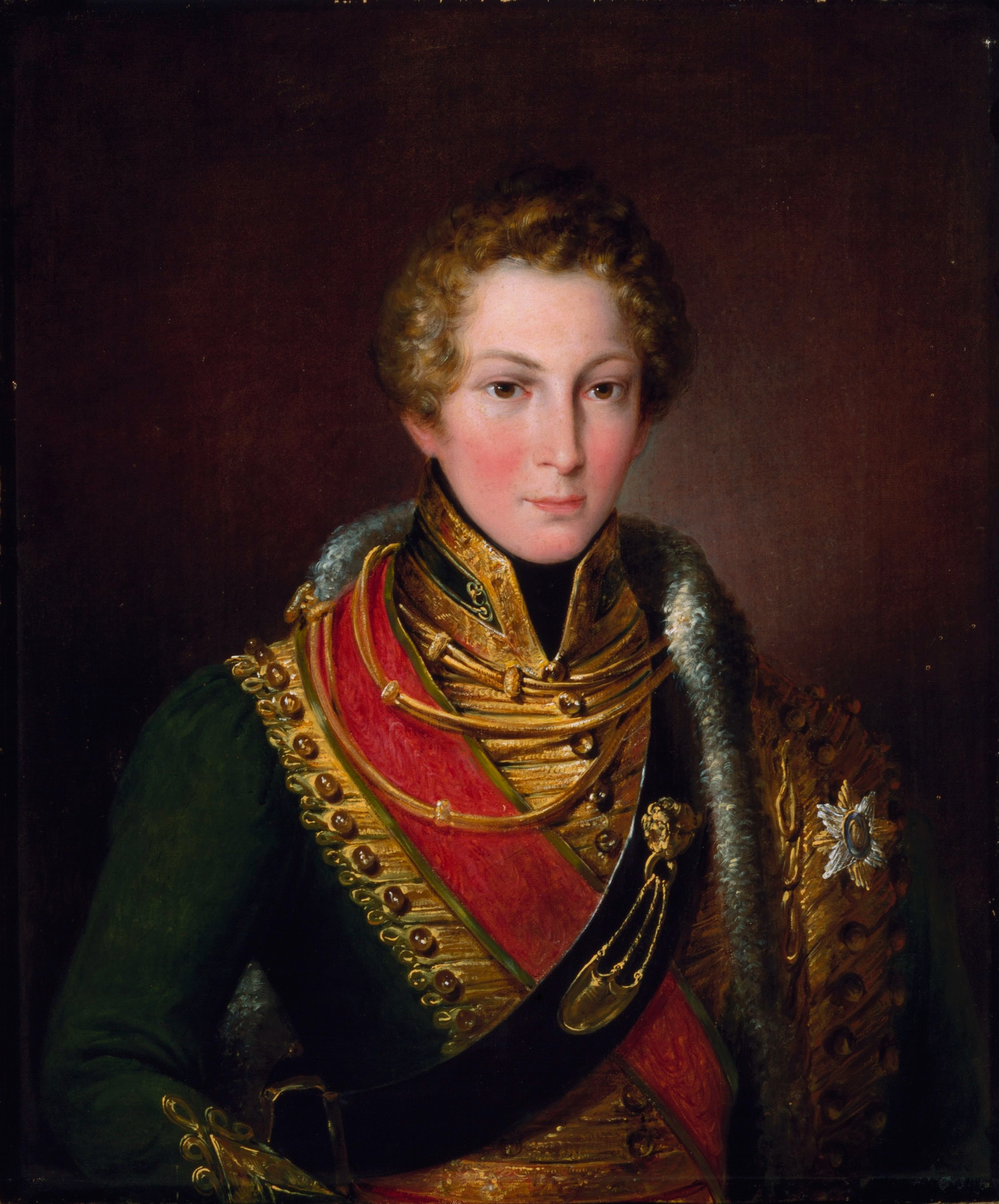
Ferdinand II. Portugalský v době svého sňatku v roce 1836

Ferdinand byl synem vévody Ferdinanda Saxe-Coburg-Gotha a jeho manželky princezny Marie Antonie Koháry de Scábrág. Ferdinand vyrůstal na několika místech. Byl synovcem belgického krále Leopolda I. a bratrancem jeho dětí Leopolda II. Belgického a mexické císařovny Charlotty. Byl rovněž bratrancem britské královny Viktorie a jejího manžela prince Alberta.
Jeho synovcem byl bulharský car Ferdinand I. Bulharský, nejmladší syn jeho mladšího bratra Augusta Sasko-Kobursko-Gothajského.

### Manželství a potomci

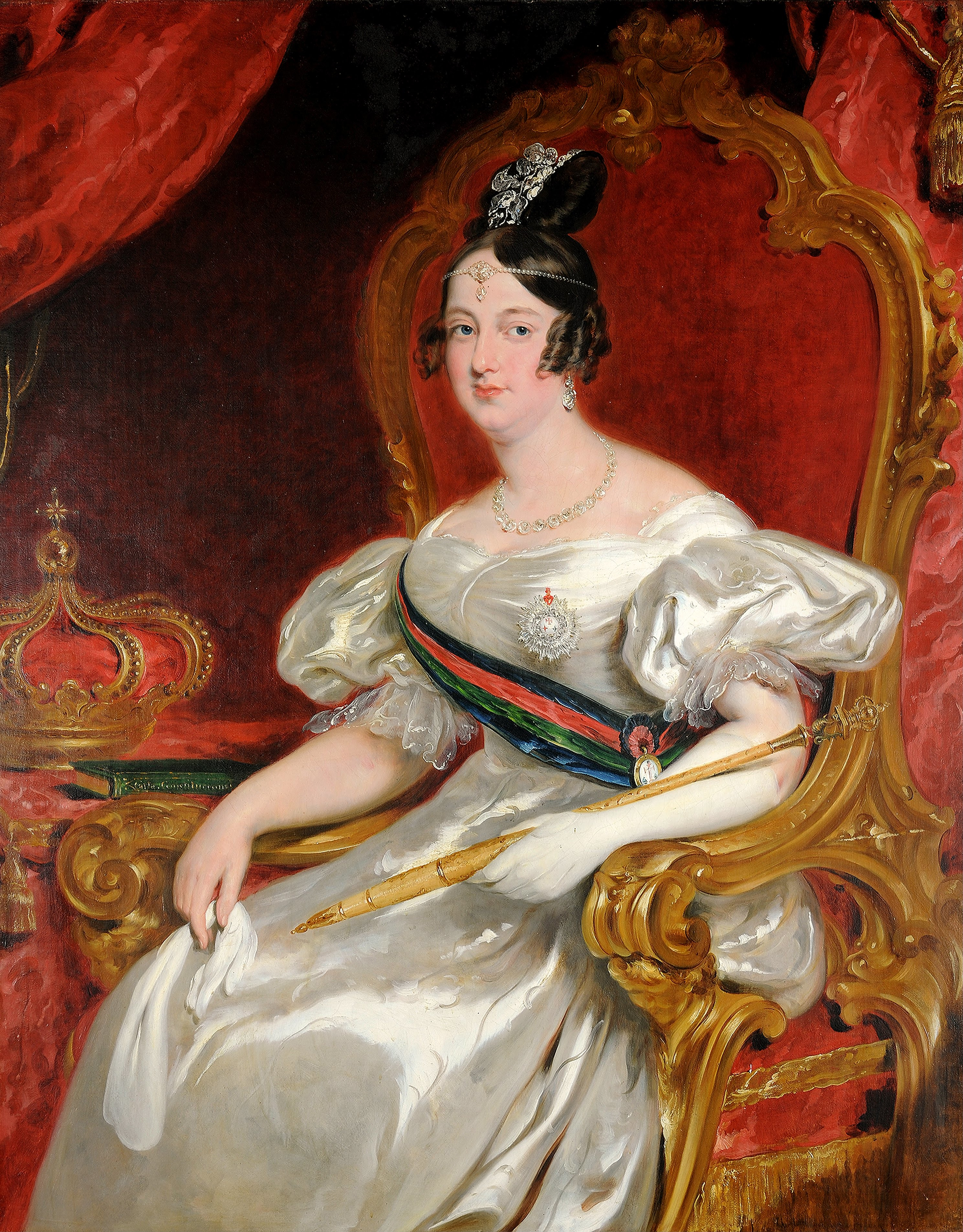
Královna Marie na portrétu z roku 1840

Dne 9. května 1836 se oženil s ovdovělou portugalskou královnou Marií II., dcerou krále Petra IV./císaře Petra I., jejímž byl druhým manželem. Manželství aranžoval Ferdinandův strýc, belgický král Leopold I. Podle manželské smlouvy dostal Ferdinand titul „Královská Výsost“ a predikát „vévoda z Braganzy“, po narození následníka trůnu pak byl prohlášen králem.
Jejich manželství znamenalo vznik nové dynastie Braganza-Sachsen-Coburg-Gotha, jež vládla v Portugalsku do roku 1910. Vzešlo z něj celkem 11 dětí, čtyři z nich však zemřely hned po narození. Tři jejich synové včetně nejstaršího, krále Petra V., podlehli choleře při epidemii v roce 1861:
- Petr (16. září 1837 – 11. listopadu 1861), portugalský král v letech 1853–1861, ⚭ 1858 Stefanie z Hohenzollern-Sigmaringenu (15. července 1837 – 17. července 1859)
- Ludvík I. Portugalský (31. října 1838 – 19. října 1889), portugalský král v letech 1861–1889, ⚭ 1862 Marie Pia Savojská (16. října 1847 – 5. července 1911)
- infantka Marie (4. října 1840), zemřela po porodu;
- infant João (16. března 1842 – 27. prosince 1861), vévoda z Beja, zemřel na choleru;
- infantka Marie Anna (21. července 1843 – 5. února 1884), ⚭ 1859 princ Jiří (8. srpna 1832 – 15. října 1904), budoucí saský král
- infantka Antonie Marie (17. února 1845 – 17. prosince 1913), ⚭ 1861 Leopold Hohenzollernský (22. září 1835 – 8. června 1905)
- infant Ferdinand (23. července 1846 – 6. listopadu 1861), zemřel na choleru;
- infant August (4. listopadu 1847 – 26. září 1889), vévoda z Coimbry, neoženil se a neměl potomky
- infant Leopold (7. května 1849), zemřel po porodu;
- infantka Marie da Glória (3. února 1851), zemřela po porodu;
- infant Eugen (15. listopadu 1853), zemřel po porodu

### Vláda
Ferdinand byl již druhým manželem královny Marie II. Podle portugalských zákonů se mohl manžel vládnoucí královny stát králem až po narození dědice (to byl důvod, proč královnin první manžel Auguste, vévoda de Beauharnais jr., neměl titul krále). Po narození budoucího Petra V. byl Ferdinand prohlášen králem Ferdinandem II. jako spoluvládce své ženy.
Ačkoli to byla Marie, které vládnoucí moc patřila, společně byli dobrý „tým“ a společně řešili mnoho problémů. Král hrál velmi důležitou roli v portugalských politických dějinách, když vládl sám po dobu četných těhotenství své ženy.

### Po smrti královny Marie

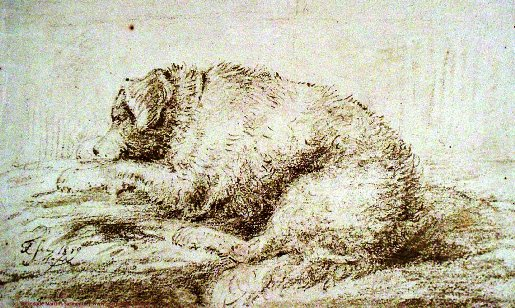
Obraz psa, signovaný Ferdinandem II.

Královna Marie zemřela při porodu jejich posledního dítěte 15. listopadu roku 1853. Po její smrti byl Ferdinand v letech 1853–1855 regentem za svého nezletilého syna Petra V., kterému v okamžiku matčiny smrti bylo teprve 16 let. 
Po dosažení plnoletosti se Petr ujal vlády a Ferdinand se stáhl do ústraní a v politickém životě již nehrál žádnou roli. Věnoval se malířství a byl presidentem Královské akademii věd a umění. Roku 1862 odmítl nabídku řeckého trůnu. O šest let později byl kandidátem na španělský královský trůn, uprázdněný po svržení královny Isabely II. v roce 1868, ten však nakonec obsadil princ Amadeo Savojský, druhý syn italského krále Viktora Emanuela II.
Roku 1869, šestnáct let po smrti své první manželky, královny Marie, uzavřel Ferdiand morganatický sňatek s operní zpěvačkou Elisou Hanslerovou (1836–1929), jež byla povýšena do šlechtického stavu s titulem hraběnky de Edla. Z tohoto manželství se narodila dcera Alicie Sasko-Kobursko-Gothajská. Po Ferdinandově smrti 15. prosince roku 1885 zdědila Elise většinu jeho majetku.
K poslednímu odpočinku byl Ferdinand uložen po boku své první manželky, královny Marie II., v Panteónu dynastie Braganzů v kostele San Vicente de Fora v Lisabonu.

## Vývod z předků
|                           |                                            |  |                                           |                                                   |  |  |  |  |  |  |  | František Josiáš Sasko-Kobursko-Saalfeldský |
|                           |                                            |  |                                           |                                                   |  |  |  |  |  |  |  |                                             |
|                           | Arnošt Fridrich Sasko-Kobursko-Saalfeldský |  |                                           |                                                   |  |  |  |  |  |  |  |                                             |
|                           |                                            |  |                                           |                                                   |  |  |  |  |  |  |  |                                             |
|                           |                                            |  |                                           | Anna Žofie Schwarzbursko-Rudolstadtská            |  |  |  |  |  |  |  |                                             |
|                           |                                            |  |                                           |                                                   |  |  |  |  |  |  |  |                                             |
|                           | František Sasko-Kobursko-Saalfeldský       |  |                                           |                                                   |  |  |  |  |  |  |  |                                             |
|                           |                                            |  |                                           |                                                   |  |  |  |  |  |  |  |                                             |
|                           |                                            |  |                                           | Ferdinand Albrecht II. Brunšvicko-Wolfenbüttelský |  |  |  |  |  |  |  |                                             |
|                           |                                            |  |                                           |                                                   |  |  |  |  |  |  |  |                                             |
|                           | Žofie Antonie Brunšvicko-Wolfenbüttelská   |  |                                           |                                                   |  |  |  |  |  |  |  |                                             |
|                           |                                            |  |                                           |                                                   |  |  |  |  |  |  |  |                                             |
|                           |                                            |  |                                           | Antonie Amálie Brunšvicko-Wolfenbüttelská         |  |  |  |  |  |  |  |                                             |
|                           |                                            |  |                                           |                                                   |  |  |  |  |  |  |  |                                             |
|                           | Ferdinand Sasko-Kobursko-Gothajský         |  |                                           |                                                   |  |  |  |  |  |  |  |                                             |
|                           |                                            |  |                                           |                                                   |  |  |  |  |  |  |  |                                             |
|                           |                                            |  |                                           | Jindřich XXIX. Reuss Ebersdorf                    |  |  |  |  |  |  |  |                                             |
|                           |                                            |  |                                           |                                                   |  |  |  |  |  |  |  |                                             |
|                           | Jindřich XXIV. Reuss Ebersdorf             |  |                                           |                                                   |  |  |  |  |  |  |  |                                             |
|                           |                                            |  |                                           |                                                   |  |  |  |  |  |  |  |                                             |
|                           |                                            |  |                                           | Žofie Teodora z Castell-Remlingenu                |  |  |  |  |  |  |  |                                             |
|                           |                                            |  |                                           |                                                   |  |  |  |  |  |  |  |                                             |
|                           | Augusta Reuss Ebersdorf                    |  |                                           |                                                   |  |  |  |  |  |  |  |                                             |
|                           |                                            |  |                                           |                                                   |  |  |  |  |  |  |  |                                             |
|                           |                                            |  |                                           | Jiří August z Erbach-Schönbergu                   |  |  |  |  |  |  |  |                                             |
|                           |                                            |  |                                           |                                                   |  |  |  |  |  |  |  |                                             |
|                           | Karolína Ernestýna z Erbach-Schönbergu     |  |                                           |                                                   |  |  |  |  |  |  |  |                                             |
|                           |                                            |  |                                           |                                                   |  |  |  |  |  |  |  |                                             |
|                           |                                            |  |                                           | Ferdinanda Henrietta ze Stolberg-Gedernu          |  |  |  |  |  |  |  |                                             |
|                           |                                            |  |                                           |                                                   |  |  |  |  |  |  |  |                                             |
| Ferdinand II. Portugalský |                                            |  |                                           |                                                   |  |  |  |  |  |  |  |                                             |
|                           |                                            |  |                                           |                                                   |  |  |  |  |  |  |  |                                             |
|                           |                                            |  | András Josef Koháry de Csábrág et Szitnya |                                                   |  |  |  |  |  |  |  |                                             |
|                           |                                            |  |                                           |                                                   |  |  |  |  |  |  |  |                                             |
|                           | Ignác Koháry de Csábrág et Szitnya         |  |                                           |                                                   |  |  |  |  |  |  |  |                                             |
|                           |                                            |  |                                           |                                                   |  |  |  |  |  |  |  |                                             |
|                           |                                            |  |                                           | Margarethe Thavonat von Thavon                    |  |  |  |  |  |  |  |                                             |
|                           |                                            |  |                                           |                                                   |  |  |  |  |  |  |  |                                             |
|                           | Ferenc Josef Koháry de Csábrág             |  |                                           |                                                   |  |  |  |  |  |  |  |                                             |
|                           |                                            |  |                                           |                                                   |  |  |  |  |  |  |  |                                             |
|                           |                                            |  |                                           | Maximilian Guidobaldo Cavriani von Imena          |  |  |  |  |  |  |  |                                             |
|                           |                                            |  |                                           |                                                   |  |  |  |  |  |  |  |                                             |
|                           | Maria Gabriella von Cavriani               |  |                                           |                                                   |  |  |  |  |  |  |  |                                             |
|                           |                                            |  |                                           |                                                   |  |  |  |  |  |  |  |                                             |
|                           |                                            |  |                                           | Marie Františka z Thurheimu                       |  |  |  |  |  |  |  |                                             |
|                           |                                            |  |                                           |                                                   |  |  |  |  |  |  |  |                                             |
|                           | Maria Antonia Koháry de Csábrág            |  |                                           |                                                   |  |  |  |  |  |  |  |                                             |
|                           |                                            |  |                                           |                                                   |  |  |  |  |  |  |  |                                             |
|                           |                                            |  |                                           | František Josef Jiří z Valdštejna-Vartenberka     |  |  |  |  |  |  |  |                                             |
|                           |                                            |  |                                           |                                                   |  |  |  |  |  |  |  |                                             |
|                           | Jiří Kristián z Valdštejna-Vartenberka     |  |                                           |                                                   |  |  |  |  |  |  |  |                                             |
|                           |                                            |  |                                           |                                                   |  |  |  |  |  |  |  |                                             |
|                           |                                            |  |                                           | Marie Josefa Terezie z Trauttmansdorffu           |  |  |  |  |  |  |  |                                             |
|                           |                                            |  |                                           |                                                   |  |  |  |  |  |  |  |                                             |
|                           | Marie Antonie z Valdštejna-Vartenbergu     |  |                                           |                                                   |  |  |  |  |  |  |  |                                             |
|                           |                                            |  |                                           |                                                   |  |  |  |  |  |  |  |                                             |
|                           |                                            |  |                                           | Antonín Corfitz z Ulfeldu                         |  |  |  |  |  |  |  |                                             |
|                           |                                            |  |                                           |                                                   |  |  |  |  |  |  |  |                                             |
|                           | Anna Marie Korficová z Ulfeldtu            |  |                                           |                                                   |  |  |  |  |  |  |  |                                             |
|                           |                                            |  |                                           |                                                   |  |  |  |  |  |  |  |                                             |
|                           |                                            |  |                                           | Marie Alžběta z Lobkovic                          |  |  |  |  |  |  |  |                                             |
|                           |                                            |  |                                           |                                                   |  |  |  |  |  |  |  |                                             |